# Chalukya

Estensione del regno Badami Chalukya nel 636 circa.

I Chalukya (kannada: ಚಾಲುಕ್ಯರು) furono una dinastia che regnò su gran parte dell'India meridionale e centrale, tra il VI e il XII secolo. 

## Storia
Durante questo periodo regnarono con tre distinte ma connesse dinastie. La prima dinastia, nota come "Badami Chalukya", ebbe come capitale Vatapi (moderna Badami) dalla metà del VI secolo. Iniziarono ad affermare la loro indipendenza al declino del regno di Kadamba di Banavasi e rapidamente assunse a rilievo durante il regno di Pulakesi II. Dopo la morte di Pulakesi II, la Chalukya orientale divenne un regno indipendente del Deccan e Vengi ne fu la capitale all'incirca fino all'XI secolo. Nella zona occidentale dell'altopiano del Deccan, il rafforzamento dei Rashtrakuta a metà dell'VIII secolo oscurò i Chalukya di Badami prima della ripresa ad opera dei loro discendenti, i Chalukya occidentali alla fine del X secolo. Questi ultimi governarono da Kalyani (moderna Basavakalyan) fino alla fine del XII secolo.
Il dominio dei Chalukya segna un'importante tappa nella storia del Sud dell'India e un'epoca d'oro nella storia del Karnataka. Per la prima volta un regno del indiano del meridione assunse il controllo e si consolidò in tutta la regione tra il Kaveri e il fiume Narmada. La crescita di questo impero ha visto la nascita di un'amministrazione efficiente, del commercio d'oltremare e dello sviluppo di nuovo stile di architettura, chiamata "architettura Chalukya".